# Beskidy

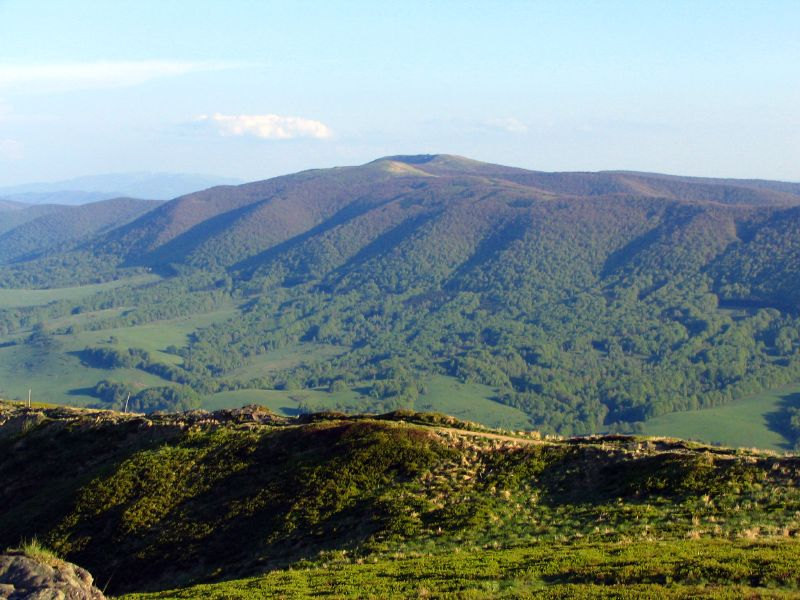
Beskidy Wschodnie – Bieszczady

Beskidy (cz., słow. Beskydy, ukr. Бескиди, ang. Beskids, niem. Beskiden) – grupa pasm górskich w łańcuchu Karpat, rozciągająca się od rzeki Beczwy na zachodzie (Czechy) po rzekę Czeremosz (Ukraina) na wschodzie. Szerokość Beskidów wynosi 50–70 km, a ich długość ok. 600 km.

## Granice
Granice Beskidów są określone w tradycji polskiej następująco:
- od północy sąsiadują z Pogórzem Karpackim
- na południu np. z Pieninami, Obniżeniem Orawsko-Podhalańskim
- najdalej na zachód wysuniętym pasmem jest Beskid Morawsko-Śląski
- najdalej na wschód znajdują się Beskidy Połonińskie, przy czym warto zwrócić uwagę, że w wielu innych krajach granice te mogą być określane inaczej i często spotyka się wschodnią granicę Beskidów na Przełęczy Użockiej, pomiędzy Bieszczadami Zachodnimi (polskimi) a Bieszczadami Wschodnimi (ukraińskimi)

Nieco inaczej granice i podział Beskidów są definiowane w innych krajach, np. na Słowacji.

## Geologia

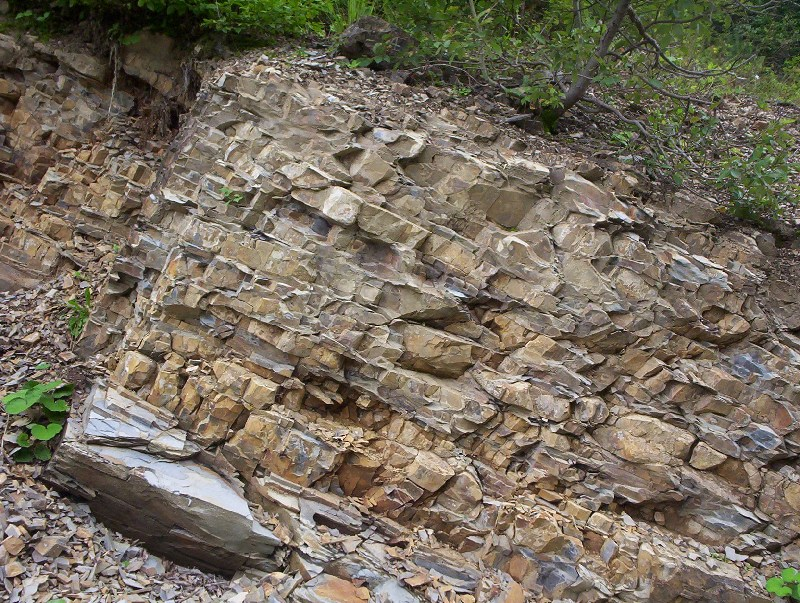
Flisz karpacki

Beskidy są najmłodszymi górami w Polsce. Powstały, podobnie jak całe Karpaty, w końcowej fazie alpejskich ruchów górotwórczych (orogeneza alpejska), około 20 mln lat temu. 
Beskidy zbudowane są z fliszu, czyli naprzemianległych warstw skał osadowych, głównie zlepieńców, piaskowców, łupków, rzadziej margli i wapieni. Osady te powstawały w głębokim zbiorniku morskim (fragment oceanu Tetydy), który istniał na terenie Karpat przez ponad 100 mln lat. Materiał skalny gromadził się na dnie od górnej jury po najniższy miocen. Fałdowanie Karpat zewnętrznych, w tym Beskidów, miało miejsce na przełomie paleogenu i neogenu. Sfałdowane masy skalne zostały oderwane od podłoża, pchnięte na północ i nasunięte w formie płaszczowin na osady powstałego przed czołem Karpat zapadliska i wypiętrzone. 
Najstarszymi skałami w obrębie beskidzkiego fliszu są tzw. warstwy cieszyńskie (głównie łupki i margle, również wapienie np. góry Jasieniowa i Tuł), występujące na pograniczu Beskidu Śląskiego i Pogórza Śląskiego. 
Beskidy buduje kilka płaszczowin:
- płaszczowina podśląska tworzy obszar graniczący na północy z Beskidem Małym, a także część Kotliny Żywieckiej;
- płaszczowina śląska rozciąga się od Moraw przez Beskid Śląski, Mały, północne fragmenty Beskidu Makowskiego i Wyspowego, pogórza karpackie po Bieszczady; odznacza się zdecydowanie najgrubszą serią osadów spośród wszystkich płaszczowin – od 3000 m do 5000 m; największe znaczenie mają warstwy godulskie, istebniańskie i krośnieńskie;
- płaszczowina magurska zajmuje największa powierzchnię, buduje Beskid Żywiecki, Gorce, Beskid Sądecki, część Beskidu Makowskiego i Wyspowego, zachodnią część Beskidu Niskiego; najważniejszym elementem budującym tę płaszczowinę są piaskowce magurskie; powszechne jest tu zjawisko inwersji rzeźby oraz występowanie licznych okien tektonicznych, np. Mszany, Szczawy, Świątkowej;
- płaszczowina przedmagurska buduje wąską strefę na granicy Beskidu Śląskiego i Żywieckiego;
- płaszczowina dukielska zajmuje wschodnią część Beskidu Niskiego oraz obszar Pasma Granicznego i pasma Wysokiego Działu w Bieszczadach;
- płaszczowina skolska buduje Pogórze Przemyskie i Dynowskie i Góry Sanocko-Turczańskie oraz północne fragmenty Pogórza Strzyżowskiego, Ciężkowickiego i Rożnowskiego; na terenie Ukrainy płaszczowina skolska często nazywana jest skibową.
- płaszczowina czarnohorska buduje Czarnohorę

Sporadycznie wśród utworów fliszowych występują skały magmowe np.:
- mioceńskie intruzje andezytowe przy północnej granicy Pienin (góry Wdżar, Bryjarka, Jarmuta)
- dolnokredowe intruzje "skał cieszynitowych" na pograniczu Beskidu Śląskiego i Pogórza Śląskiego oraz w Kotlinie Żywieckiej.

## Klimat

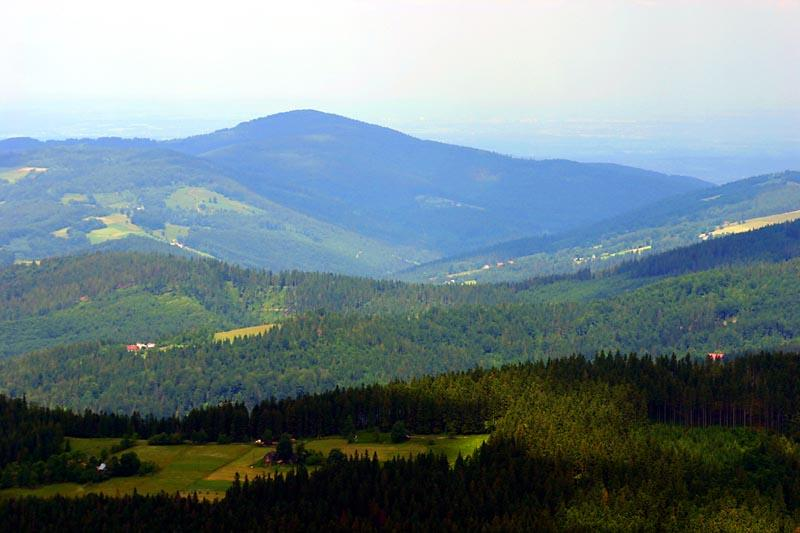
Beskidy Zachodnie – Beskid Śląski

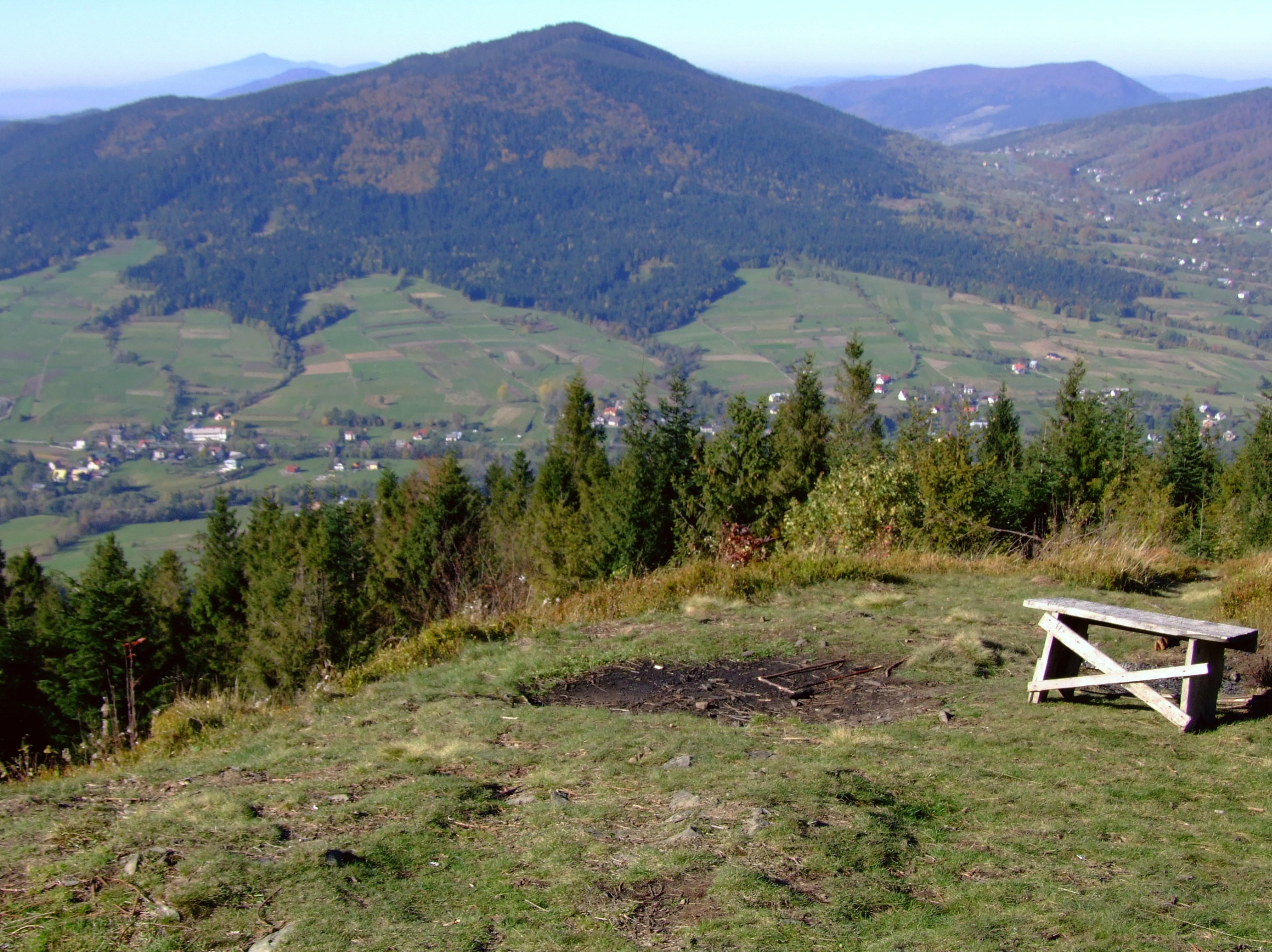
Beskidy Zachodnie – Beskid Wyspowy

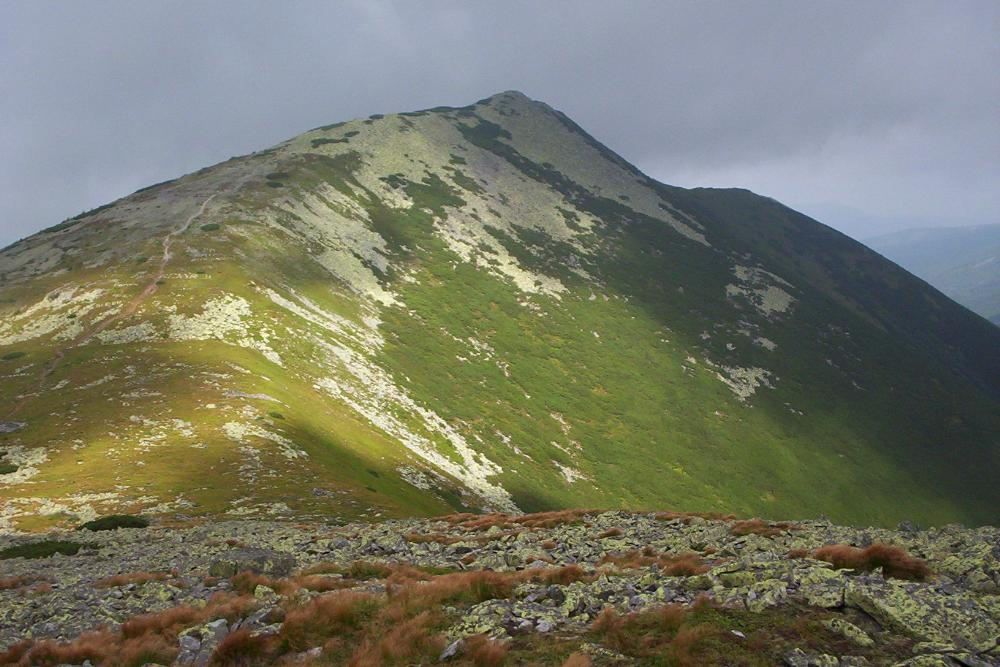
Beskidy Wschodnie – Gorgany

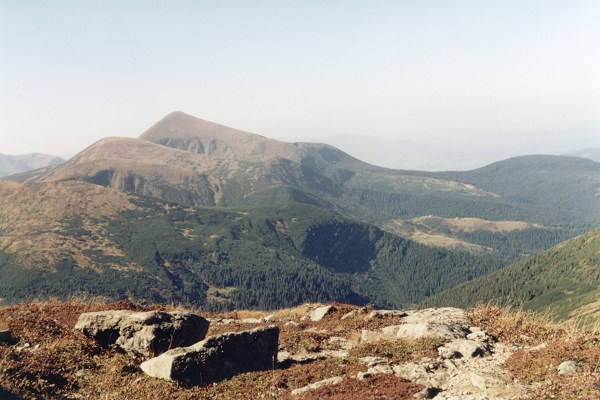
Beskidy Wschodnie – Czarnohora

W Beskidach panuje klimat umiarkowany górski o wzrastających (ku wschodowi) cechach kontynentalnych. Charakterystyczne jest zmniejszanie się rocznej amplitudy temperatur wraz z wysokością.
Wykształciły się tu piętra klimatyczne – szczególnie dobrze widocznie na Babiej Górze – od umiarkowanie ciepłego do umiarkowanie zimnego w szczytowych partiach gór.
Tutejszy klimat charakteryzuje się dużą zmiennością pogody, znaczną ilością opadów oraz silnymi i częstymi wiatrami (patrz: halny). Opady w Beskidach przekraczają czasem 1200 mm rocznie powodując powodzie.
Śnieg pojawia się w górach już około listopada i utrzymuje się do kwietnia. Najdłużej pokrywa lodowa utrzymuje się na najwyższych szczytach Beskidu Żywieckiego (Babia Góra, Pilsko). Najobfitsze opady śniegu przypadają na przełom lutego i marca.

## Fauna i flora
Krajobraz Beskidów obejmuje kopulaste szczyty, z których najwyższe posiadają wyraźnie piętrowy charakter roślinności, obejmujący regiel górny i środkowy, porośnięte buczyną, dębem, świerkiem, sosną i jodłą, oraz kosówką w najwyższych partiach. Najwyższe szczyty w szczytowych kopułach często są nagie i skaliste (Babia Góra, Pilsko) lub mają liczne wychodnie skalne (wiele szczytów w Beskidzie Małym, okolice Pilska).

### Piętra roślinne
Piętra klimatyczne wiążą się z układem piętrowym roślinności. Do wysokości 900 m n.p.m. stoki porastają lasy mieszane, od 900 do 1150 m występują lasy regla dolnego, składające się głównie ze świerka, z niewielką domieszką jodły i buka. Powyżej (od 1150 do 1360 m) znajduje się piętro regla górnego, tworzone przez świerk. W najwyższych partiach występuje kosodrzewina i łąki wysokogórskie (hale).

### Roślinność
Dobrze wykształcone są piętra klimatyczne, od umiarkowanie ciepłego po umiarkowanie zimne w szczytowych partiach Babiej Góry i Pilska. Z piętrowością klimatyczną wiąże się piętrowy układ roślinności:
- regiel dolny:buk (Fagus sylvatica), jodła (Abies alba), jawor (Acer pseudoplatanus)
- regiel górny: karpacki bór świerkowy ze świerkiem (Picea abies)
- piętro subalpejskie (kosodrzewiny) – na Babiej Górze i Pilsku od około 1390 do 1650 m. Występują: kosodrzewina, porzeczka skalna, jarząb pospolity (Sorbus aucuparia), skarlały świerk
- piętro alpejskie (halne) na Babiej Górze od ok. 1650 m. Występują m.in.: sit skucina (Juncus trifidus), kostrzewa niska (Festuca supina), kostrzewa karpacka i mietlica alpejska.

### Świat zwierząt
W Beskidach występują m.in. następujące gatunki zwierząt: 
- ssaki: jeleń szlachetny, dzik, lis rudy, kuna i borsuk europejski, niedźwiedź, wilk szary, ryś euroazjatycki, żbik europejski
- ptaki: sikory, drozd, dzięcioł, głuszec zwyczajny, bażant zwyczajny, jarząbek zwyczajny, kruk zwyczajny, puchacz zwyczajny, w tym szponiaste: orlik krzykliwy, gadożer zwyczajny, myszołów
- płazy i gady: salamandra plamista, kumak górski, żmija, gniewosz plamisty, wąż eskulapa, padalec, traszka górska
- ryby: karp, karaś, leszcz, lipień i pstrąg potokowy
- ponadto: 3000 gatunków bezkręgowców, z których najliczniejsze są chrząszcze i błonkówki, motyle, muchówki, niesporczaki i mięczaki

### Hale
Typowymi przykładami hal w Beskidach są Hala Redykalna, Hala Radziechowska, Hala Krawcula, Hala Pawlusia, Hala Miziowa (gdzie mieści się schronisko na Pilsku) i wiele innych. Hale położone są zazwyczaj w górnej części stoków wzniesień i niezmiernie rzadko obejmują swoim zasięgiem sam szczyt góry. Z hal rozciąga się zwykle piękny widok, zwłaszcza z posiadających wystawę południową – można wówczas podziwiać Tatry, Wielką Fatrę i Małą Fatrę.

## Ochrona przyrody
W Beskidach utworzono jedenaście parków narodowych:
- Babiogórski Park Narodowy (Polska)
- Gorczański Park Narodowy (Polska)
- Magurski Park Narodowy (Polska)
- Bieszczadzki Park Narodowy (Polska)
- Park Narodowy „Połoniny” (Słowacja)
- Użański Park Narodowy (Ukraina)
- Park Narodowy Skolskie Beskidy (Ukraina)
- Park Narodowy Synewir (Ukraina)
- Karpacki Park Narodowy (Ukraina)
- Park Narodowy Huculszczyzna (Ukraina)
- Wyżnicki Park Narodowy (Ukraina)

## Podział Beskidów wedługJerzego Kondrackiego
- Beskidy Zachodnie:

Większe pasma Beskidów (na zachód od Przełęczy Użockiej)

  - Beskid Morawsko-Śląski – najwyższy szczyt: Łysa Góra (1324 m)
  - Beskid Śląski – najwyższy szczyt: Skrzyczne (1257 m)
  - Beskid Mały – najwyższe szczyty: Czupel (933 m) w zachodniej części; Łamana Skała (929 m) i Leskowiec (922 m) we wschodniej
  - Kotlina Żywiecka
  - Beskid Żywiecki – najwyższy szczyt Babia Góra (1725 m)
  - Beskid Makowski – najwyższy szczyt Mędralowa (1169 m)
  - Beskid Wyspowy – najwyższy szczyt Mogielica (1170 m)
  - Kotlina Rabczańska
  - Gorce – najwyższy szczyt Turbacz (1310 m)
  - Beskid Sądecki – najwyższy szczyt Radziejowa (1262 m)

- Czasem zaliczane są do nich także:
  - Góry Czerchowskie
  - Góry Kisuckie
  - Magura Orawska

- Słowacy wyróżniają u siebie Słowackie Beskidy (Slovenské Beskydy), w skład których wchodzą Kysucké Beskydy oraz Oravské Beskydy.

- Beskidy Środkowe – na obszarze Polski zajmują powierzchnię ok. 2100 km²:
  - Beskid Niski – najwyższy szczyt Busov (1002 m n.p.m.) na Słowacji, w Polsce Lackowa (997 m n.p.m.)
  - Pogórze Ondawskie na Słowacji

- Beskidy Wschodnie:
  - Beskidy Lesiste – rozciągają się na obszarze Ukrainy, Polski, Słowacji i Rumunii:
    - Góry Sanocko-Turczańskie – najwyższy szczyt Magura Łomniańska (1024 m)
    - Bieszczady Zachodnie – najwyższy szczyt Tarnica (1346 m)
    - Bieszczady Wschodnie – najwyższy szczyt Pikuj (1405 m)
    - Beskidy Brzeżne
    - Gorgany – najwyższy szczyt Sywula (1836 m)
    - Beskidy Pokucko-Bukowińskie

  - Beskidy Połonińskie:
    - Połonina Równa
    - Połonina Borżawska
    - Połonina Czerwona
    - Świdowiec – najwyższy szczyt Bliźnica (1883 m)
    - Czarnohora – najwyższy szczyt Howerla (2061 m)
    - Połoniny Hryniawskie